# Grantia
Grantia é um gênero de esponja marinha da família Grantiidae.

## Espécies
- G. aculeata (Urban, 1908)
- G. arctica (Haeckel, 1872)
- G. atlantica (Ridley, 1881)
- G. beringiana (Hozawa, 1918)
- G. canadensis (Lambe, 1896)
- G. capillosa (Schmidt, 1862)
- G. cirrata
- G. comoxensis (Lambe, 1893)
- G. comoxensis (Fabricius, 1780)
- G. cupula (Haeckel, 1872)
- G. extusarticulata (Carter, 1886)
- G. fistulata (Carter, 1886)
- G. foliacea (Breitfuss, 1898)
- G. genuina (Row & Hozawa, 1913)
- G. glabra (Hozawa, 1933)
- G. gracilis (Lendenfeld, 1885)
- G. harai (Hozawa, 1929)
- G. hirsuta (Topsent, 1907)
- G. indica (Dendy, 1913)
- G. infrequens (Carter, 1886)
- G. intermedia (Thacker, 1908)
- G. invenusta (Lambe, 1900)
- G. kempfi (Borojevic & Peixinho, 1976)
- G. kujiensis (Hozawa, 1933)
- G. laevigata (Haeckel, 1872)
- G. mexico (Hozawa, 1940)
- G. mirabilis (Fristedt, 1887)
- G. monstruosa (Breitfuss, 1898)
- G. nipponica (Hozawa, 1918)
- G. phillipsii (Lambe, 1900)
- G. polymorpha (Haeckel, 1872)
- G. primitiva (Brøndsted, 1927)
- G. singularis (Breitfuss, 1896)
- G. socialis (Borojevic, 1967)
- G. strobilus (Haeckel, 1872)
- G. stylata (Hozawa, 1929)
- G. tenuis (Urban, 1908)
- G. transgrediens (Brøndsted, 1931)
- G. tuberosa (Poléjaeff, 1883)
- G. uchidai (Hozawa & Tanita, 1941)
- G. waguensis (Hozawa, 1940)